# 小行星20259
小行星20259（20259 Alanhoffman）是一颗绕太阳运转的小行星，为主小行星带小行星。该小行星于1998年3月24日发现。

## 轨道参数
小行星20259的轨道半长轴为2.3126551 UA，离心率为0.102。